# National Highway 13
National Highway 13 (NH 13) ist eine Hauptfernstraße im Westen des Staates Indien mit einer Länge von 691 Kilometern. Sie beginnt in Solapur im Bundesstaat Maharashtra am NH 9 und führt nach 43 km durch diesen Bundesstaat weitere 648 km durch den benachbarten Bundesstaat Karnataka, wo sie an der Westküste in Mangaluru am NH 17 endet.